# Коммунистическая лига Индии (марксистско-ленинская)
Коммунистическая лига Индии (марксистско–ленинская) была основана фракцией Центрального комитета по реорганизации Коммунистической партии Индии (марксистско-ленинской) - группой Рама Натха 20 февраля 1978 года. КЛИ (мл) считает, что Индия - менее развитая, но все еще капиталистическая страна, поэтому грядущая революция будет социалистической. С годами эта партия разделилась на множество различных фракций.
Первая фракция, возглавляемая Рамнатом, издает "Лал Тара" на хинди. У них есть публикация под названием "Публикация Гарги".
Вторая фракция обвиняется всеми остальными как наиболее ревизионистская. Эта фракция пытается понять проблемы социализма 20-го века с критической точки зрения. Эта фракция считает, что социализм нуждается в переосмыслении, учитывая опыт, как положительный, так и отрицательный, социалистических экспериментов в прошлом веке. Она опубликовала много книг, в том числе "Глобализация капитала".
Третья фракция, входящая в число наиболее организованных фракций, входит в состав Реорганизационного комитета Коммунистической лиги Индии (марксистско-ленинской). Каждые шесть месяцев она регулярно издает партийный орган под названием "Лал Салаам" и поддерживает веб-сайт www.cli-ml.com. Эта фракция в основном занимается организацией промышленных рабочих в Северной Индии.

## Внешние ссылки
- Коммунистическая лига Индии (марксистско-ленинская)

.